# Migration in Südkorea
Migration in Südkorea bezieht sich auf die Ein- und Auswanderung in diesem Staat für die Zeit seit Ende des Pazifikkriegs.
Zwischen dem Waffenstillstand im Koreakrieg 1953 bis etwa 1985 hatte Südkorea eine deutlich negative Zuwanderungsbilanz. Zuwanderung von Ausländern begann im größeren Maßstab erst in den 1990er Jahren. Ab 1987 erlaubte man touristische Reisen von Personen über 44 Jahre, volle touristische Reisefreiheit für Südkoreaner gibt es erst seit den Olympischen Spielen in Seoul 1988. Der Wanderungsüberschuss blieb lange gering, Südkorea ist weiterhin kein Einwanderungsland, was auch an der restriktiven Ausländergesetzgebung liegt.

## Koreanische Diaspora
Auslandskoreaner haben kein automatisches Recht auf Heimkehr wie es z. B. Juden nach Israel oder Deutsche aus Osteuropa gemäß Art. 116 GG haben. Die Bestimmungen des Overseas Migration Act für Rückkehrer und die Legislation on Immigration and Legal Status of Overseas Koreans („Overseas Korean Act“) regeln das Verhältnis des Staates zu seinen im Ausland lebenden Bürgern, sofern diese nach 1948 emigrierten.
Es wurde 2011 geschätzt, dass es weltweit außerhalb Südkoreas rund 7,25 Millionen Personen koreanischer Herkunft oder Abstammung gibt. Gut 60 Prozent haben die Staatsbürgerschaft ihres Gastlandes erhalten. Rund 1,1 Mio. hatten dort Daueraufenthaltsgenehmigungen und gut 1,6 Mio. befristete Aufenthaltstitel. Die letzten beiden Gruppen dürfen seit 2012 an Wahlen in Korea teilnehmen.
Das Außenministerium schätzte 2011, dass sich die Diaspora wie folgt verteilt: 56 % (4 Mio.) in Asien, davon 2,7 Mio. in China und 950.000 in Japan; 34 % in Amerika (2,5 Mio.), davon 2,1 Mio. in USA, 230.000 in Kanada und 112.000 in Lateinamerika; 9 % in GUS (535.000) und 121.000 im Rest Europas.

### Japan-Rückkehrer und Zainichi

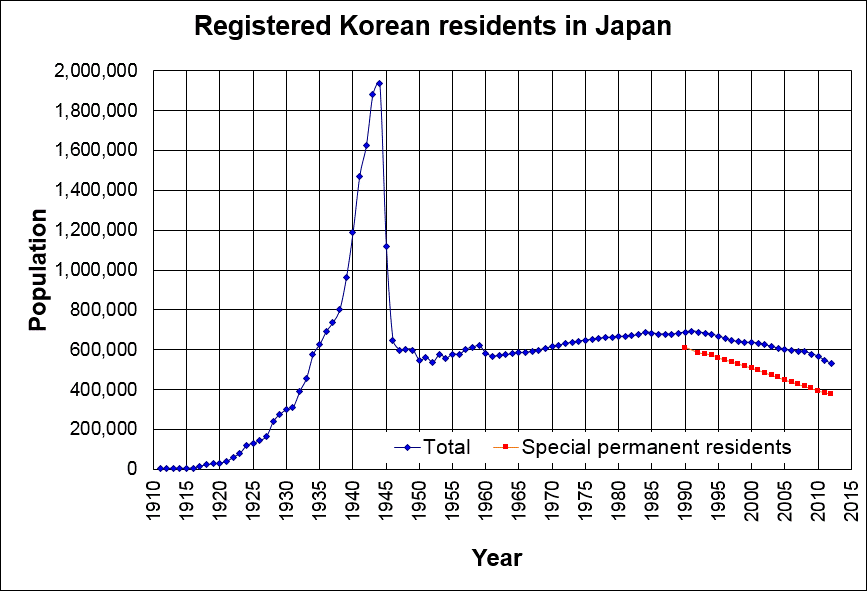
Anzahl in Japan gemeldeter Koreaner

Nachdem Korea 1905/10 Teil des japanischen Reichs wurde, waren dessen Bewohner Untertanen. Die japanische Reichsangehörigkeit richtet sich nach dem Ort an dem das Familienregister Koseki geführt wird. Von 1895 bis 1947 unterschied man zwischen „innerem“ (für echte Japaner der Hauptinseln) und „äußerem“ für koloniale Untertanen in Formosa und Korea usw. Bei Kriegsende im September 1945 waren etwa 2,4 Mio. Koreaner auf den japanischen Hauptinseln.

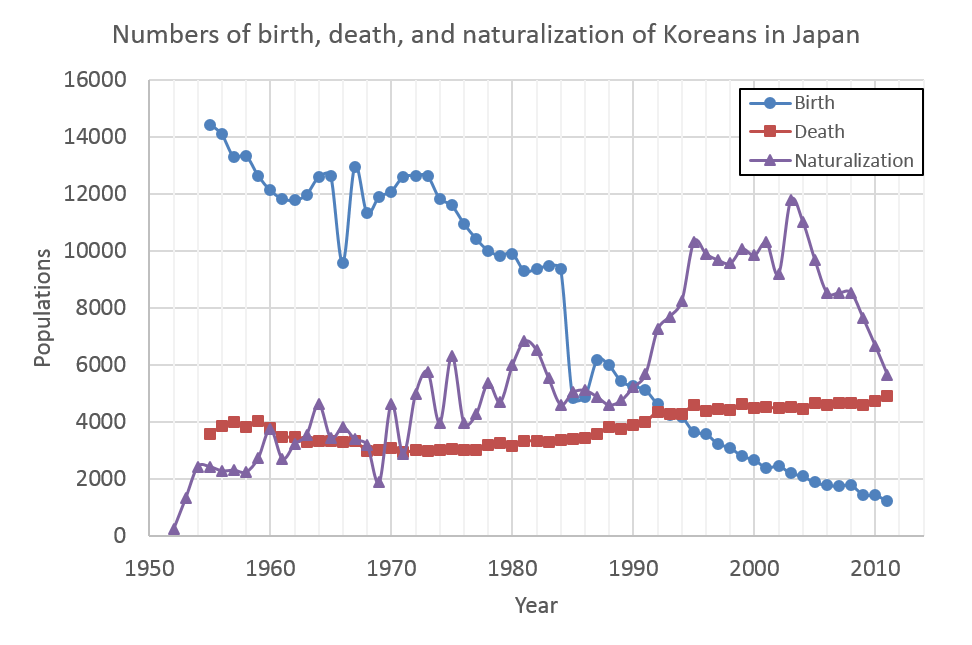
Geburten, Sterbefälle und Einbürgerungen von Zainichi-Koreanern. Bei den Einbürgerungen ist der Effekt der Gesetzesänderung 1989 klar erkennbar.

Nachdem durch die japanische Verwaltung schon bald nach Ende des Pazifikkrieges massive Diskriminierung systematisch betrieben wurde, verblieben 1947 rund 650.000 Koreaner in Japan. Deren Nachfahren bezeichnet man als Zainichi (在日韓国人). Sobald die japanische Regierung durch den Friedensvertrag von San Francisco ihre Souveränität wiedererlangt hatte, entzog sie allen Personen mit „äußeren“ Familienregistern endgültig die japanische Staatsangehörigkeit. Aufenthaltserlaubnisse wurden nur unter kleinlichen Auflagen erteilt. So wurde jeder der 1945–51 Korea nur kurz besucht hatte als „nach 1945 gekommener illegaler Einwanderer“ ausgewiesen. In den frühen 1950er Jahren folgten wiederholt „Sozialschmarotzerkampagnen“. Man ging weiter und schloss ansässige Koreaner zuerst vom staatlichen, damals rudimentären Gesundheitssystem und jahrelang auch vom Besuch staatlicher Schulen aus. Bis zur Reform des Aufenthaltsrechts 1989 mussten die meisten Zainichi alle sechs Monate eine Verlängerung ihrer Aufenthaltsgenehmigung beantragen. Erst seitdem können sie Daueraufenthaltsrecht bekommen. Wer sich zu der von Japan nicht anerkannten Demokratischen Volksrepublik Korea (DPRK) als Heimat bekennt, hat bis heute den Status eines staatenlosen Chōsen-seki (朝鮮籍). Betroffen waren 2017 rund 30.000 Personen.
Die repressiven staatlichen Maßnahmen führten dazu, dass besonders in den 1950er Jahren Hunderttausende „freiwillig“ nach Korea, sowohl in den Süden, als auch gut 93.000 in den Norden der verwüsteten Halbinsel zurückkehrten. Eine besondere Härte stellte die Vertreibung für die große Gruppe der von der Insel Cheju Stammenden dar. Dort veranstaltete der von den Amerikanern eingesetzte Diktator Rhee Syng-man 1948 ein Massaker bei dem 270 von 400 Dörfern samt ihren Bewohnern zerstört wurden.
Die politisch korrekte koreanische Bezeichnung für in Japan lebende Koreaner ist jaeil gyopo (在日僑胞/재일 교포).

### Mandschurei
Die japanische Regierung förderte nach der Gründung des Staates Mandschukuo 1936 massiv die Zuwanderung ihrer Untertanen, darunter naturgemäß zahlreicher Koreaner in die Mandschurei.
Nach Ende der Feindseligkeiten im Pazifikkrieg im September 1945 verlief die Repatriierung von Japanern von dort chaotisch und schleppend; um Koreaner kümmerte man sich offiziell gar nicht. Die mandschurischen Provinzen waren auch beim Rückzug der chinesischen Nationalisten 1948/49 hart umkämpft. In den Reihen der Volksbefreiungsarmee, besonders der 4. Armee, kämpften 63.000 Koreaner. Weitere unterstützten die Befreiung in lokalen Milizen.
Die in der Region verbliebenen ehemals japanischen Untertanen koreanischer Herkunft bilden, neben wenigen seit den 1860er Jahren hier Ansässigen, die Basis der Chosŏnjok genannten Bevölkerungsgruppe. Sie wurden nach der Befreiung chinesische Staatsbürger, blieben aber auch in den Folgegenerationen meist der koreanischen Sprache mächtig.

### Sibirien
Die als Korjo-Saram bekannte koreanische Bevölkerungsgruppe lebt vor allem in der Region Primorje (Primmorskii krai). Es handelt sich meist um Nachfahren von Auswanderern aus der nördlichen Provinz Hamgyŏng.
Sowjetische Volkszählungen ermittelten 1926 knapp 87.000 Koreaner, 1959: 91.450, 1979: 101.400 und 2010 (nur Russland): 146.000.
Eine kleinere Gruppe lebt auf Sachalin. Sie kamen zur Zeit der japanischen Verwaltung Südsachalins durch Japan als Präfektur Karafuto vor allem aus den südlichen Provinzen Gyeongsang-do und Jeolla-do. Von den Sachalin-Koreanern, bei Kriegsende rund 150.000, verblieben nach 1945 rund 43.000. Ihre Zahl schätzt man heute auf 38.000–55.000.
Im Rahmen der sowjetischen Nationalitätenpolitik wurden 1937 viele Koreaner nach Zentralasien umgesiedelt. In den Inlandpässen blieb die koreanische Nationalität vermerkt. Einige kehrten ab 1956 zurück. Ihre Anzahl blieb aber bis 1989 mit 8900 gering.
Wie auch zahlreiche Russlanddeutsche verfügen diese ethnischen Koreaner heute über keine oder geringe Kenntnisse ihrer „Muttersprache.“ Insofern Angehörige dieser Bevölkerungsgruppen nach Südkorea migrieren, werden sie normalerweise als Staatsangehörige der Nachfolgestaaten der Sowjetunion in der Statistik geführt. So lebten z. B. 2005 etwa 15.000 Koreaner mit usbekischer Staatsbürgerschaft in Südkorea.

### Eheschließungen und Adoptionen
Wie auch in anderen eroberten Ländern zog die Anwesenheit von tausenden junger amerikanischer Männer, vermeintlich wohlhabend, „Fraternisation“ nach sich, was bis weit in die 1970er aus Anstandsgründen oft zu Hochzeiten koreanischer Frauen führte. 

Die Zahl der Eheschließungen mit Ausländern und folgender Auswanderung nimmt seit 1981 kontinuierlich ab. In jenem Jahr waren es 6187, 1991 nur noch 2365, 2001 dann 1197 und 2010 nur noch 89.
Der Status von nach Südkorea einheiratenden Personen wurde erst 2009 durch den Support for Multicultural Families Act geregelt.
Andrerseits blieben als Kriegsfolge ab Mitte der 1950er Jahre tausende Waisen im Lande. Tausende wurden vor allem in die USA adoptiert. Durch die Militärpräsenz blieben jahrzehntelang auch etliche „Besatzungskinder“ zurück. In der traditionell konservativen koreanischen Weltsicht sind alleinerziehende Mütter nicht vorgesehen, so dass viele Babys zur Adoption freigegeben wurden.
Vor 1999 war es ins Ausland Adoptierten nur mit Status F-1 oder F-2 (Familien- bzw. Sponsorenvisa) möglich sich in Korea aufzuhalten. Seit 1999 können sie sich als Auslandskoreaner (F-4) unter erleichterten Bedingungen bis zu drei Jahre im Lande aufhalten und können nach 90 Tagen Krankenversicherungsschutz erhalten. Sie dürfen allerdings keine niedrig qualifizierten Beschäftigungen annehmen.
Die Zahl der Auslandsadoptionen nahm nach 1988 stark ab und ist seit 2006 auf wenige westliche Länder beschränkt.

### Auswanderungsgesetz ab 1962

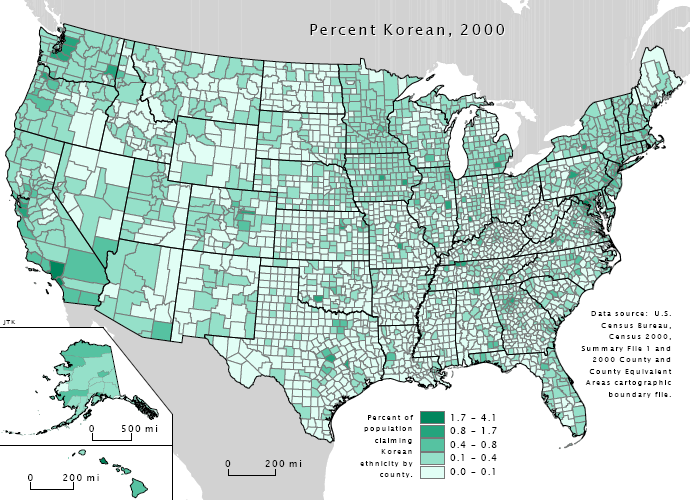
Koreanischstämmige in den USA, nach Volkszählungsdaten 2000

Ende der 1950er Jahre nahmen Fälle „versteckter Auswanderung“ (wijang imin) z. B. unter falschem Namen oder durch Scheinheirat zu. Um derartiges in kontrollierte Bahnen zu lenken und zugleich die Zahl der Arbeitslosen, die durch Landflucht angestiegen war, zu verringern, erließ man 1962 ein Auswanderungsgesetz, das es erlaubte, auf geordnetem Wege das Land zu verlassen, und zugleich Vermittler regulierte. Potentielle Auswanderer hatten gewisse Bedingungen zu erfüllen, wie abgeleisteten Wehrdienst. Sie durften nur beschränkt Geld ausführen. Diese Regeln wurden 1981 entschärft.
Zuständig für die Auswanderungsförderung war eine entsprechende Abteilung im Gesundheits- und Sozialministerium. Als erste Gruppe schickte man 17 Familien mit 92 Personen als Landarbeiter nach Brasilien. Die Regierung kaufte in Paraguay, Bolivien und Argentinien Land für bäuerliche Neusiedler. In diesen Bereich fallen auch Sonderfälle wie das Anwerbeabkommen zwischen der Bundesrepublik Deutschland und Südkorea, wodurch zuerst Bergleute, dann auch Krankenschwestern als Vertragsarbeiter in die BRD kamen. Zusammen, vor allem 1962–1965, waren es knapp 9900 Personen.
Nach langsamem Start, und in Folge einer Änderung der US-amerikanischen Einwanderungsgesetze 1965, kam es zu einem schnellen Anstieg der Emigrantenzahlen, so dass in den 1970er jährlich rund dreißigtausend Personen in die USA zogen. Die Popularität von Kanada als Zielland nahm nach 1985 zu, zeitgleich wurde Australien beliebt, das sich einige Jahre lang verstärkt asiatischer Immigration öffnete. Etwa zu dieser Zeit ließ die Popularität von Lateinamerika als Destination stark nach. In Argentinien leben 85 % der Koreaner heute in der Provinz Buenos Aires, vor allem dem Koreatown der Hauptstadt Buenos Aires. Auch Paraguay und Brasilien hatten tausende Immigranten akzeptiert.
Die Zuständigkeit ging 1984 an das Außenministerium über. Seit der ersten Hälfte der 1980er Jahre, als jährlich 30.000–35.000 Koreaner auswanderten, gehen die Zahlen kontinuierlich zurück. Zehn Jahre später verließen noch 15.000 Koreaner dauerhaft ihr Land. 2005 waren es noch 8200, fünf Jahre darauf sank die Zahl auf unter tausend.

### Koreanische Auslandsstudenten
Erst seit 1980 durften südkoreanische Studenten ins Ausland gehen. Da amerikanische Universitäten ein hohes Ansehen genießen, studieren viele Koreaner in den USA. Gerade bei den Studenten, die höhere Abschlüsse in Naturwissenschaften erzielen (3000–4000 koreanische Promovierte jährlich) hat sich gezeigt, dass gut die Hälfte nicht in die Heimat zurückkehrt (Brain-Drain).

## Zuwanderung
Die Ein- und Ausreise sowie Ausländermeldepflichten regelte erstmals ein Gesetz 1949. Sehr viel detaillierter sind die Vorschriften des häufig geänderten Immigration Control Law, erlassen 1963.

### Kriegsgefangene aus dem Norden
Als das Ende der Kampfhandlungen im Koreakrieg ab 1952 absehbar war, wurden zahlreiche aus Nordkorea stammende Kriegsgefangene, die meisten waren im Kriegsgefangenenlager Koje, starkem psychologischem Druck ausgesetzt, um zu verhindern, dass sie in ihre Heimat zurückkehrten, wo sie für den Wiederaufbau dringend gebraucht wurden. Im Süden verblieben (zwangsweise) mindestens 102.000 der ehemaligen Soldaten.

### Flüchtlinge aus der Demokratischen Volksrepublik Korea

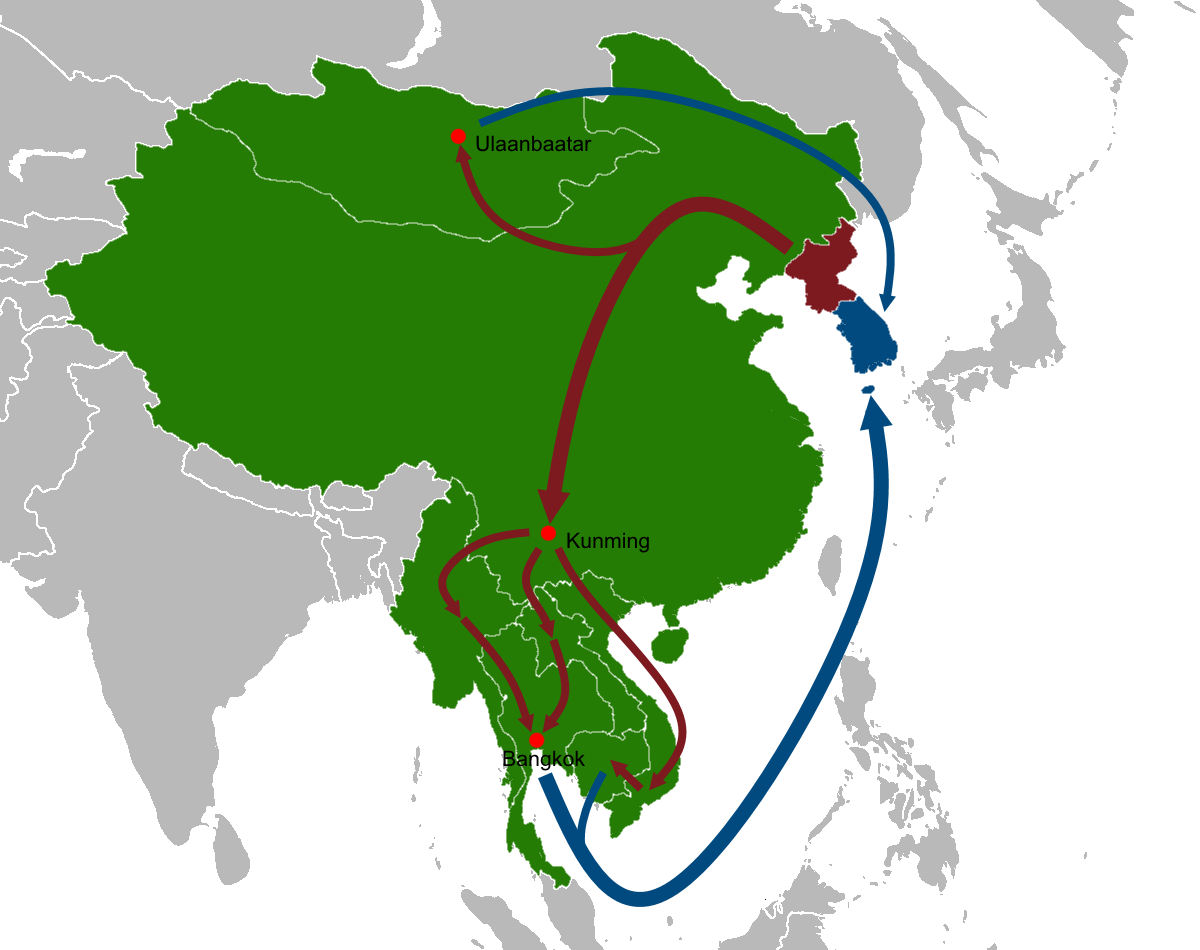
Reisewege Republikflüchtiger aus der DPRK nach Südkorea.

Als sich die wirtschaftliche Lage in Nordkorea in den 1990er Jahren verschlechterte, reisten vermehrt Personen aus dem Norden illegal aus.
Die Volksrepublik China erkennt Republikflüchtige aus Nordkorea nicht an. Sie werden als illegal Eingereiste wieder in ihre Heimat abgeschoben. Um nach Südkorea zu gelangen, müssen sie sich an kommerzielle Vermittler oder wohltätige Organisation wenden, die sie klandestin in ein Drittland bringen.
Völkerrechtlich sind nordkoreanische Flüchtlinge (talbukja) nicht gemäß der Flüchtlingskonvention 1951 anerkennungsfähig. Der UNHCR sieht in ihnen jedoch seit 2003 eine „group of concern“, so dass sie als „Mandatflüchtlinge“ aufgenommen werden können.
Die aus Nordkorea Gekommenen werden zunächst von den Staatssicherheitsorganen intensiv befragt. Sollte ihnen der Verbleib gestattet werden, erhalten sie in einen im Juli 1999 eingerichteten Umerziehungslager in Hanawon einen 12-wöchigen Integrationskurs. Sie erhalten auch ein Willkommensgeld, dessen Höhe 2016 bei mindestens € 14.500 lag.
Die Angehörigen der chinesischen Minderheit in Nordkorea (hwagyo), wenige tausende Personen, erhalten Ausweise mit dem Vermerk chinesischer „Nationalität.“  Ethnische Chinesen (Hwagyo) aus dem Norden oder solche die in China lebten aber koreanische Papiere haben (jogyo), die als Republikflüchtige nach Südkorea gelangen werden dort als chinesische Bürger betrachtet, ohne aber Anspruch auf diese Staatsangehörigkeit zu haben, sie sind effektiv Staatenlose.

### Chosŏnjok
Chosŏnjok (Joseonjok) ist die Bezeichnung für in China lebende Koreaner. Ihnen wurde der Autonome Bezirk Yanbian der Koreaner im Osten der mandschurischen Provinz Jílín (jap. Kirin) eingerichtet. Ihr Anteil an der dortigen Bevölkerung liegt bei über 35 %.
Seit der Normalisierung der Beziehungen mit der VR China 1986/92 ist ein geordneter Reiseverkehr möglich. Vor 1990 hatten Chosŏnjok die Möglichkeit, einen erleichterten Daueraufenthalt und die Staatsbürgerschaft zu erhalten, wenn sie nachwiesen, dass ihre Vorfahren zu den anti-japanischen Kämpfern gehört hatten.
Von 2002 bis 2007 konnten ethnische Koreaner über 40 Jahre für zwei Jahre in Korea arbeiten. Sie sollten vor allem Stellen in der Gebäudereinigung, Altenpflege u. ä. Dienstleistungen ausfüllen.
Diese Koreaner mit chinesischer Staatsbürgerschaft (auch für solche aus den GUS-Ländern) können heute, sofern sie 25 Jahre alt sind, eine Bangmun chuieop jedo genannte Arbeitserlaubnis (H-2) für Anlerntätigkeiten in 26 definierten Branchen (darunter auch Bau) erhalten, die maximal fünf Jahre gültig ist, aber nach drei Jahren verlängert werden muss. Die Erteilung ist abhängig von einem Sprachtest und einer jährlich festgelegten Quote, ggf. entscheidet das Los. Nach Ablauf ist die Heimreise vorgeschrieben, ein Neuantrag kann frühestens nach einem Jahr Abwesenheit gestellt werden. In Zeiten wirtschaftlichen Aufschwungs betrug die Quote 280.000–300.000 pro Jahr, etwa ein Viertel aller ausländischen Arbeiter. Während Wirtschaftskrisen, etwa 2012, wurde stark zurückgefahren.
Viele der so Angeworbenen versuchen ihren Aufenthaltsstatus von H-2 zu E-7 („spezielle Berufe“ seit 2011) zu ändern, um die Ausreise zu vermeiden.

### Gastarbeiter
Vor dem wirtschaftlichen Boom der 1990er Jahre gab es kaum nicht-koreanische Zuwanderer, abgesehen von gut qualifizierten Spezialisten, Lehrpersonal oder Geschäftsleuten. Der Arbeiterbedarf des um 1960 gestarteten auf Export zielenden Industrialisierungsprogramms konnte durch Landflüchtige gedeckt werden.
Man schuf 1991, erweitert 1993, ein „Trainee“-Programm, das die Gastarbeiter nicht als vollwertige Arbeitskräfte anerkannte. Erst 2003 wurde ein System von Arbeitserlaubnissen und dann 2007 von Working Visa für ethnische Koreaner (H-2) formalisiert. Im Dezember 2015 wohnten 1,89 Millionen Ausländer im Lande. Diese Zahl erreichte mit 2,52 Mio. im Dezember 2019 ihnren Höhepunkt und fiel bis Juni 2021 auf 1,57 Millionen mit Daueraufenthalt und weiteren rund 415000 mit beschränkten Aufenthaltserlaubnissen.
Die Vergabepraxis von Arbeits- und Aufenthaltsgenehmigungen wird zur Steuerung des Bedarfes am Arbeitsmarkt eingesetzt. In manchen Branchen ist die Ausländerbeschäftigung ganz verboten. Hierzu gehören das Baugewerbe sowie der Bereich des Nachtlebens. Familiennachzug ist nicht vorgesehen.
Die verschiedenen Arten von Arbeits- und Aufenthaltserlaubnissen sind stark ausdifferenziert. Hochqualifizierte erhalten die Kategorien E-1 bis E-5. Dazu gibt es noch die Kategorie E-6 für „Künstler und Unterhalter.“ Letztere wird vor allem von Frauen aus dem (süd)ostasiatischen Raum genutzt und häufig in der Unterhaltungsindustrie für Prostitution und ähnliche illegale Aktivitäten missbraucht. 2006 arbeiteten etwa 145.000 Han-Chinesen im Lande.
Arbeitsverträge werden meist auf ein Jahr geschlossen, dann entsprechend verlängert. In den meisten Fällen bedarf ein Arbeitsplatzwechsel, speziell in eine andere Branche, der Genehmigung. Arbeitgeber müssen die Rückführungskosten u. a. in Form einer Versicherung garantieren. Fast alle Arbeitsgenehmigungskategorien sind zeitlich begrenzt, besonders für gering qualifizierte Tätigkeiten auch nur schwer verlängerbar. So gilt z. B. das „allgemeine Arbeitervisum“ E-9, das nur an Bürger 15 ausgewählter asiatischer Entwicklungsländer vergeben wird, für drei Jahre. Es kann ein Mal um 22 Monate verlängert werden. Ende 2010 hatten 217.000 Arbeiter diesen Aufenthaltstitel, was rund einem Zehntel der Gastarbeiter im Lande entsprach.
Gerade in kleineren Fabriken werden Gastarbeiter mit 65–70 % deutlich schlechter bezahlt als einheimische Arbeitskräfte. Zwar werden Chosŏnjok wegen ihrer flexibler nutzbaren Arbeitserlaubnis und Sprachkenntnisse bevorzugt, gerade jedoch „zu Qualifizierende“ (Kategorie D-3 oder D-4) oft ausgebeutet.
Gastarbeiter haben seit 2009 das Recht Gewerkschaften beizutreten. In den verschiedenen Zweigen der Sozialversicherung werden sie wie Einheimische versichert, jedoch gibt es Sonderregelungen abhängig vom Aufenthaltsstatus.
Ausländer mit Aufenthaltserlaubnis über 91 Tage müssen sich in der Regel anmelden und erhalten eine entsprechende ausweisähnliche Karte. Sie müssen vor Auslandsreisen dann auch ein Re-Entry Permit beantragen.

### Illegale Zuwanderung
Die meisten illegalen Zuwanderer sind nach Ablauf ihrer (touristischen) Aufenthaltserlaubnis nicht ausgereist. Gerade in der Ausländern verschlossenen Unterhaltungsindustrie (d. h. primär Animierbars, „Massage“-Salons usw.) ist der Anteil aus Südostasien Stammender besonders hoch. Arbeitgebern drohen Geldstrafen oder bis zu drei Jahren Haft.
Besonders aus China, meist mit kleinen Fischerbooten, kommt es jährlich zu illegaler Einreise. Dieser Menschenschmuggel, die Aufgriffszahlen haben sich seit 2005 stark verringert, ist bekannt und wird toleriert, indem man aus politischen Gründen nicht zu genau hinsieht.
Im Lande lebende Ausländerkinder dürfen Grund- und Mittelschulen, d. h. bis zur 9. Klasse besuchen, ohne dass nach dem Aufenthaltsstatus der Eltern gefragt wird.
Es gibt immer wieder Kampagnen zur Verringerung illegaler Ausländer im Lande. So 2003 und wieder 2017–18, als man annahm, ein Zehntel der Gastarbeiter wären illegal. Ein solches Programm war das 2005 auf Chosŏnjok ohne Papiere zielende „freiwillige Ausreiseprogramm“ (Jajin guiguk program), das den bis dato Illegalen garantierte, sie könnten nach Heimkehr und ordentlicher Antragstellung garantiert für drei Jahre wieder kommen. In der Regel werden großzügige Ausreisefristen oder Amnestien gewährt.

Die 2018/19 laufende Amnestie zielt vor allem auf Südostasiaten. Ihnen wird lediglich die Möglichkeit der problemlosen Ausreise zugesichert und auch dies nur wenn sie nicht auf dem Bau oder in der Unterhaltungsbranche gearbeitet hatten. Vor Ausreise wird zudem geprüft, ob der Ausländer einer Straftat verdächtig ist.

Der Vorteil sich zu stellen liegt für den Ausländer darin, dass er nicht als Abgeschobener gilt, dem lebenslang die Wiedereinreise verboten ist.

### Heiratszuwanderung
Die Heiratszuwanderung erfolgt fast ausschließlich durch Frauen südostasiatischer oder chinesischer Herkunft, die seit dem Ende des eisernen Vorhangs freier reisen dürfen. Oft sind Vermittlungsagenturen im Spiel. Von 1990 bis 2005 gab es zusammengerechnet etwa eine Viertelmillion derartiger Hochzeiten. Danach explodierten die Zahlen. 2006 waren schon 13,6 % aller Heiraten im Lande gemischte. In den Jahren 2011–21 lag die jährliche Zahl der ausländischer Ehepartner, die koreanische Staatsangehörige heirateten bei 143.000-168.000 im Jahr. Seit 2014 müssen koreanische Partner eine gewisses Mindesteinkommen und der einreisende Partner minimale Koreanisch-Kenntnisse nachweisen. Ehepartner erhalten zunächst ein auf zwei Jahre begrenztes Visum (F6).

### Einbürgerung
→ Hauptartikel: Koreanische Staatsangehörigkeit

### Studenten und Working Holiday
Ausländische Studenten (Visum D-2 oder D-4), können nach einer gewissen Wartezeit und mit Erlaubnis des Instituts bis zu 20 Stunden arbeiten.
Südkorea hat mit einigen westlichen Ländern ein Abkommen über Working Holidays für Jugendliche abgeschlossen (Visum H-1). Mit diesem, normalerweise auf ein Jahr beschränkten Status halten sich nur wenige Hundert Personen im Lande auf. Auch hier gelten Beschäftigungsverbote für die Unterhaltungsindustrie sowie in Bereichen die höhere Qualifikationen (also der Visumskategorie E) erfordern.

### Asylbewerber
Südkorea ist der Flüchtlingskonvention von 1951 beigetreten. Der erste nicht aus Nordkorea gekommenen Flüchtling wurde erst 2000 anerkannt. Ein Asylbewerbergesetz erließ man 2013. Die Anzahl von Asylanträgen (abgesehen von republikflüchtigen Nordkoreanern) ist und bleibt gering, ebenso wie die Anerkennungsquote: Von 2915 Anträgen 1994–2010 wurden, bei 423 unerledigten Fällen, nur rund 12 % positiv beschieden (222 Anerkennungen (8,9 %) und 136 Bleibegenehmigungen aus humanitären Gründen (5,5 %)). Für die Folgedekade lag die Anerkennungsquote bei 1,3 %, das waren 655 Fälle, wobei die Regeln 2018 verschärft wurden. 2019 wurden 15.451 Anträge gestellt. Arbeitsaufnahme während des Prüfungsverfahrens ist nicht gestattet.
Viele Antragsteller nutzen die Möglichkeit der visumfreien Einreise auf die Ferieninsel Jeju.
Anerkannte Flüchtlinge erhalten Aufenthaltserlaubnisse der Kategorie G, die zugehörige Nummer erklärt den Anerkennungsgrund, z. B. 1 politische Gründe. Diese Visa sind immer nur ein Jahr gültig, dann wird geprüft ob die Situation im Heimatland unverändert gefährlich ist.